# قصر المهاجرين
قصر المهاجرين في العاصمة السورية دمشق،هو مبنى مهم تاريخيًا يقع في حي المهاجرين على سفوح جبل قاسيون. وكان أول قصر رئاسي في سوريا، واستخدم فيما بعد دار ضيافة للدولة.